# 킴 플로르
킴 플로르(Kim Floor, 1948년 3월 14일 ~ )는 핀란드의 가수이다.유로비전 송 콘테스트 1972에 패이비 파우누와 함께 핀란드 대표로 참가했다.

## 디스코그래피

### 음반
- Evert Taube (1975)